# Castle of the Dead
Pour plus de détails, voir Fiche technique et Distribution.
Castle of the Dead (Prison of the Dead) est un film américain réalisé par David DeCoteau, sorti en 2000.

## Synopsis
Il y a deux cents ans, la célèbre prison de Longfort a été fermée et tous les détenus ont été emmurés vivants ! Après deux siècles de silence des bruits de pas résonnent à nouveau dans les couloirs. Une équipe spécialisée dans les phénomènes paranormaux arrive à Longfort, bien décidée à résoudre certains mystères. Les scientifiques, ignorant tout des évènements qui se sont produits dans le passé, sont bientôt convaincus qu’il vaut mieux laisser certaines choses à leurs places. Mais ils ignoraient également que la mort ne met pas nécessairement fin à la carrière d’un grand criminel !

## Fiche technique
- Titre : Castle of the Dead
- Titre original : Prison of the Dead
- Réalisation : David DeCoteau
- Scénario : Matthew Jason Walsh
- Production : Vlad Paunescu et Charles Band
- Sociétés de production : Castel Film Romania et Full Moon Pictures
- Photographie : Gabriel Kosuth
- Montage : Mircea Ciocâltei
- Décors : Radu Corciova
- Costumes : Ioana Corciova
- Pays d'origine :  États-Unis,  Roumanie
- Format : Couleurs - 1,85:1 - Stéréo - 35 mm
- Genre : Horreur et fantastique
- Durée : 74 minutes
- Dates de sortie : 2000 (États-Unis), 20 janvier 2002 (première diffusion TV France)

## Distribution
- Patrick Flood : Kristof St. Pierce
- Jeff Peterson : Bill
- Samuel Page : Calvin
- Kim Ryan : Allie
- Alicia Arden : Kat
- Michael Guerin : Rory
- Debra Mayer : Michele

## Autour du film
- Le tournage s'est déroulé en Roumanie.